# Paolo Romano (attore)
Paolo Romano (Torino, 2 aprile 1970) è un attore e regista italiano.

## Biografia
Nato a Torino il 2 aprile 1970, ma è cresciuto a Cantù in provincia di Como. Dopo il diploma si iscrive alla facoltà di Scienze Politiche all’Università degli Studi di Milano. Parallelamente studia recitazione a Milano per due anni presso il C.T.A e successivamente frequenta un corso quadriennale presso la Civica Scuola di Teatro Paolo Grassi, dove nel 1998 si diploma come attore.
Dal 1992 con Il genio buono di Carlo Goldoni comincia a lavorare per svariati anni in teatro. Si avvicina al video tramite le pubblicità. Ne ha girate più di 200 in tutto il mondo. Dal 1999 si trasferisce a Roma, dove attualmente risiede. Comincia a lavorare al cinema e soprattutto in televisione. Al cinema lo ricordiamo in Cuore sacro, regia di Ferzan Özpetek; A New Day in Old Sana'a, regia di Bader Ben Hirs (film anglo-yemenita interamente girato in inglese), vincitore al Cairo International Film Festival; Copperman di Eros Puglielli. Produce e dirige tre opere, tra cui Ladri de B-ciclette, proiettato al Torino Film Festival. In televisione esordisce da protagonista con la serie diretta da Gianluigi Calderone, Sarò il tuo giudice. Da quel momento comincia a girare ogni anno serie TV, sia per la Rai sia per Mediaset. Si ricordano: Papa Luciani - Il sorriso di Dio, al fianco di Neri Marcorè; So che ritornerai, con Giancarlo Giannini; Fuoriclasse di Riccardo Donna e Mentre ero via di Michele Soavi. Diventa conosciuto al grande pubblico grazie all’interpretazione dell’infermiere Aldo Dessì nel serial televisivo Incantesimo, e con l'interpretazione del magistrato Nicotera in Un posto al sole. Dal 2014 collabora col Ciak-Teatro Stabile del Giallo con cui mette in scena 10 pieces teatrali, tra cui ricordiamo: In linea con l'assassino (Phone Booth) di Larry Cohen; Sleuth di Anthomy Shafter; La parola ai giurati (12 Angry Men) di Reginald Rose, e nel 2019 Nodo alla gola di Patrick Hamilton, regia di Raffaele Castria. È in scena anche con Arsenico e vecchi merletti di Joseph Kesselring, nel ruolo di Mortimer (che fu di Cary Grant), una produzione del Teatro Quirino di Roma.

## Teatro
- Il genio buono di Carlo Goldoni, regia di B. Malacrida (1992)
- Un uomo per tutte le stagioni di R. Bolt, regia di F. Battistini (1993)
- Farsa di Ines Pereira di G. Vincente, regia di M. Paroni De Castro (1994)
- Festa di Gosforth di Alan Ayckbourn, regia di M. Navone (1995)
- Ortensia ha detto di Georges Feydeau, regia di M. Navone (1995)
- L'anniversario di Anton Čechov, regia di G. Solari (1995)
- Tra un boccone e l'altro di Alan Ayckbourn, regia di G. Solari (1995)
- La proposta di matrimonio di Anton Čechov, regia di M. Navone (1995)
- L'orso di Anton Cechov, regia di M. Navone (1995)
- Sera d'autunno di Friedrich Dürrenmatt, regia di B. Frigerio (1996)
- Filottete di Heiner Müller, regia di B. Frigerio (1996)
- Come vi piace di William Shakespeare, regia di R. Cara (1997)
- G.A.Story di Robert Wilson (1997)
- Quartett di Heiner Müller, regia di Martin Wuttke (1998)
- Re Lear di William Shakespeare, regia di S. Sinatti (1998)
- Studio su Ödön von Horváth, regia di Cristina Pezzoli (1999)
- Cattivi soggetti, regia di Pier Paolo Olcese (1999)
- Ballando ballando, regia di Giancarlo Sepe  (2000)
- Marathon, regia di Giancarlo Sepe (2001)
- studio sulle favole di Giancarlo Sepe (2002)
- Porno stories, regia di R. Morellato Lampis (2004)
- Voci nel deserto, da un'idea di Marco Melloni, (dal 2009 Paolo è una delle voci)
- Ti racconto il '68, testo di T. Batolo, regia P. Romano e T. Batolo (2010)
- Italo e Fernanda, testo e regia di Federico Pacifici (2011)
- In linea con l'assassino (Phone Booth) di Larry Cohen, regia di Raffaele Castria (2014)
- Un passo indietro nel delitto di Agatha Christie, regia di Gigi Palla (2014)
- L'inganno (Sleuth) di Anthony Shaffer, regia di Raffaele Castria (2014)
- Delitto perfetto di Frederick Knott, regia di M.L Bigai (2015)
- Verdetto di Agatha Christie, regia di Raffaele Castria  (2015)
- Business of murder di Richard Harris, regia di Raffaele Castria (2016)
- In linea con l'assassino (Phone Booth) di Larry Cohen, regia di Raffaele Castria (2016)
- La parola ai giurati (12 Angry Men) di Reginald Rose, regia di Raffaele Castria (2018)
- Nodo alla gola (Rope) di Patrick Hamilton, regia di Raffaele Castria (2019)
- Demasiado di Sandro Medici, regia di Paolo Romano (2019)
- Arsenico e vecchi merletti di Joseph Kesselring, regia di Geppy Gleijeses (2019/2020)
- 5 lettere all'Anima Gemella di Luca del Nevo, regia di Paolo Romano, con Manolo Macrì (2021)
- L'inganno (Sleuth) di Anthony Shaffer, regia di Raffaele Castria, con Giuseppe Pambieri (2022)

## Filmografia

### Attore

#### Cinema
- Sospesa sul mondo di sotto, regia di Barbara Nava (1999)
- A New Day in Old Sana'a, regia di Bader Ben Hirsi (2005)
- Cuore sacro, regia di Ferzan Özpetek (2005)
- Luna e le altre, regia di Elisabetta Villaggio (2006)
- La valle delle ombre, regia di Misha Györik (2009)
- Bologna 2 agosto, regia di Giorgio Molteni e Daniele Santamaria Maurizio (2013)
- Uno anzi due, regia di Francesco Pavolini (2015)
- Baby sitter, regia di Eros Puglielli (2017)
- Innamorati di me, regia di Nicola Prosatore (2017)
- Nevermind, regia di Eros Puglielli (2018)
- Copperman, regia di Eros Puglielli (2019)
- I don't understand you (2023) regia di David Joseph Craig, Brian Crano
- Belli ciao, regia di Gennaro Nunziante (2023)

#### Televisione
- Il maresciallo Rocca 3 – serie TV (2001)
- Sarò il tuo giudice, regia di Gianluigi Calderone – miniserie TV (2001)
- Camici bianchi, regia di Stefano Amatucci, Fabio Jephcott – miniserie TV (2001)
- Cuori rubati – serial TV (2002-2003)
- Tutti i sogni del mondo, regia di Paolo Poeti – miniserie TV (2003)
- Vento di ponente – serial TV (2002-2004)
- Affari di famiglia – serie TV (2004-2005)
- Ho sposato un calciatore, regia di Stefano Sollima – miniserie TV (2005)
- Incantesimo – serial TV (2006-2008)
- Affari di famiglia 2 – serie TV (2005-2006)
- La squadra – serie TV (2006)
- Papa Luciani - Il sorriso di Dio, regia di Giorgio Capitani – miniserie TV (2006)
- Terapia d'urgenza – serie TV (2008)
- So che ritornerai, regia di Eros Puglielli – film TV (2008)
- Non pensarci - La serie – serie TV (2009)
- Sotto il cielo di Roma, regia di Christian Duguay – miniserie TV (2010)
- Rossella – serie TV (2010)
- I Cesaroni – serie TV, episodio 4x13 (2010)
- Ho sposato uno sbirro 2 – serie TV (2010)
- Il commissario Manara – serie TV (2010)
- Fuoriclasse – serie TV (2010)
- Ultimo 4 - L'occhio del falco, regia di Michele Soavi – miniserie TV (2010)
- L'isola – serie TV (2010)
- Bang Bang, regia di Luigi Parisi e Alessio Inturri – miniserie TV (2010)
- Un medico in famiglia 7 – serie TV (2010)
- Don Matteo 8 – serie TV (2011)
- Distretto di Polizia – serie TV, episodi 11x03-11x04 (2011)
- Un posto al sole – serial TV (2011)
- Provaci ancora prof 4 – serie TV (2012)
- Il tredicesimo apostolo - Il prescelto – serie TV (2012)
- Rosso San Valentino, regia di Fabrizio Costa – miniserie TV (2012)
- Un caso di coscienza – serie TV (2012)
- Tutta la musica del cuore, regia di Ambrogio Lo Giudice – miniserie TV (2013)
- Solo per amore – serie TV (2014)
- Il bosco, regia di Eros Puglielli – miniserie TV (2015)
- Tango per la libertà, regia di Alberto Negrin –miniserie TV (2016)
- Un amore per due, regia di Francesco Pavolini – miniserie TV (2016)
- L'allieva – serie TV (2016)
- Piccoli segreti, grandi bugie, regia di Fabrizio Costa – film TV ciclo Purché finisca bene (2016)
- Maggie & Bianca Fashion Friends – serie TV (2016-2017)
- I bastardi di Pizzofalcone – serie TV, episodio 1x06 (2017)
- Mentre ero via, regia di Michele Soavi – miniserie TV (2019)
- Luce dei tuoi occhi – serie TV, 4 episodi (2021)
- Cuori – serie TV, 6 episodi (2021)
- Brennero – serie TV, episodi 1x01-1x02 (2024)

#### Cortometraggi
- Paco & Cico, regia di B. Seghezzi (1998)
- Sospesa sul mondo di sotto, regia di B. Nava (1999)
- Gioco Divino, regia di Rafael Morellato Lampis (2003)
- Può succedere, regia di Eros Puglielli (2011)
- Doppia luce, regia di Lazslo Barbo (2014)
- L'orlo, regia di Eros Puglielli (2014)
- Bia, regia di Valerio Nicolosi (2017)

### Regista
- Ladri de B-ciclette, scritto da Paolo Romano – mediometraggio, durata 28 min. (2004)
- Il signor U, scritto da Paolo Romano – cortometraggio, durata 8 min. (2006)
- Se i barbari, scritto da Paolo Romano – documentario, durata 45 min. (2007)